# Alfonsas
Alfonsas ist ein litauischer männlicher Vorname, abgeleitet von Alfons. 

## Personen
- Alfonsas Andriuškevičius (* 1933), Mathematiker, Politiker, Mitglied des Seimas
- Alfonsas Andriuškevičius (* 1940), Kunsthistoriker und Schriftsteller
- Alfonsas Bartkus (* 1946), Politiker, Mitglied des Seimas
- Alfonsas Giedraitis (1925–2007),  Politiker, Mitglied des Seimas
- Alfonsas Giržadas, Beamter und Politiker, Vizeminister der Finanzen
- Alfonsas Grigaitis (1929–2004), Politiker, Bürgermeister von Alytus
- Alfonsas Grumbinas (1943–2018), Rugby-Spieler und Schiedsrichter
- Alfonsas Kupšys (* 1951), Schachspieler und Schachfunktionär
- Alfonsas Laurinavičius (* 1947), Jurist und Historiker, Professor an der Mykolas-Romer-Universität
- Alfonsas Lidžius (* 1942), Politiker, Bürgermeister von Joniškis
- Alfonsas Macaitis (* 1956), Politiker, Mitglied des Seimas
- Alfonsas Navickas (* 1949), Politiker, Mitglied des Seimas
- Alfonsas Nyka-Niliūnas (1919–2015),  Dichter und Literaturkritiker
- Alfonsas Pulokas (* 1952), Politiker, Bürgermeister von Pasvalys, Mitglied des Seimas
- Alfonsas Svarinskas (1925–2014), Priester, Dissident und Politiker
- Alfonsas Vaišnoras (* 1941), Politiker, Mitglied des Seimas
- Alfonsas Vaišvila (* 1942), Rechtsphilosoph und Professor an der Mykolas-Romer-Universität

Zwischenname
- Dailis Alfonsas Barakauskas (* 1952),  Politiker und Ingenieur, Mitglied des Seimas, Verkehrsminister